# Adolf Dietz
Adolf Dietz (* 10. Juli 1936 in München) ist ein deutscher Jurist und Hochschullehrer, der sich vor allem mit Fragen des Urheberrechts befasst. Er ist Wissenschaftlicher Mitarbeiter (Affiliated Research Fellow) am Max-Planck-Institut für Immaterialgüter- und Wettbewerbsrecht und war vorher lange an dessen Vorgänger-Instituten tätig.

## Leben
Dietz studierte von 1958 bis 1963 Jura an der Universität München und an der Sorbonne in Paris. Im Jahr 1966 promovierte er an der Universität München. Das zweite juristische Staatsexamen absolvierte er im Jahr 1967 ebenfalls in München. Im Jahr 1966 wurde er wissenschaftlicher Mitarbeiter des damaligen „Max-Planck-Instituts für ausländisches und internationales Patent-, Urheber- und Wettbewerbsrecht“. Im Jahr 1968 trat er der SPD bei.
Von 1972 bis 1978 war er Referatsleiter an diesem Max-Planck-Institut, von 1978 bis zu seiner Pensionierung im Jahr 2001 hatte er die Position eines „Forschungsgruppenleiters“ inne. Er war an der Abteilung für Urheberrecht tätig. Dietz ist Spezialist für „deutsches, europäisches und internationales Urheberrecht sowie für geistiges Eigentum der Länder Mittel- und Osteuropas und der Volksrepublik China“.
In einem Artikel über die „Wiener Tage der Musikwirtschaftsforschung“ 2013 wird Dietz als „Urheberrechtsgott“ für die Juristen des „Music Business“ bezeichnet.

## Wissenschaftliche Preise, Ehrungen und Mitgliedschaften (Auswahl)
- 2002: Großes Verdienstkreuz des Verdienstordens der Bundesrepublik Deutschland
- 1998 bis 2004: Präsident der Deutschen Landesgruppe der Association Littéraire et Artistique Internationale
- 1995 bis 2001: Gastprofessor an der Renmin-Universität Peking
- 1982 bis 2001: Vizepräsident der Association littéraire et artistique internationale – ALAI (Paris)
- 1993 bis 1998: Lehrbeauftragter für Urheberrecht und seit 1998 Honorarprofessor an der Universität Passau
- 1982 bis 1998: Vizepräsident der Deutschen Landesgruppe der ALAI
- 1991: Komtur (Ritter) des Verdienstordens der Republik Polen
- 1996 Dr. h. c. der Katholischen Universität Brüssel

## Veröffentlichungen (Auswahl)
- Germany. In: P. Geller (Hrsg.): International Copyright Law and Practice. LexisNexis Release 23, 2012, S. GER 1 – GER 166.
- Influence of EU copyright harmonization directives on the building of post-socialist copyright law in Eastern Europe. In: M.-C. Janssens, G. van Overwalle (Hrsg.): Harmonization of European IP Law. From European rules to Belgian law and practice. Contributions in honour of Frank Gotzen. Larcier/Bruylant, Brüssel 2012, S. 99–113.
- Vergleichende Analyse des polnischen Rechts der Verwertungsgesellschaften nach der Reform des Urheberrechts von 2010. In: K. Klafkowska-Wasniowska u. a. (Hrsg.): Problemy polskiego i europejskiego prawa prywatnego. Ksiega pamiatkowa Professora Mariana Kepinskiego. Warszawa. Wolters Kluwer Polska, 2012, ISBN 978-83-264-3769-4, S. 199–216.
- Das Urheberrecht in Spanien und Portugal : rechtsvergleichende Studie. (= Schriftenreihe europäisches Recht, Politik und Wirtschaft. Band 138). erstellt im Auftrag der Kommission der Europäischen Gemeinschaften. Nomos-Verlags-Gesellschaft, Baden-Baden 1990, ISBN 3-7890-2038-9.
- als Mitverfasser: Urheberrecht : Kommentar. herausgegeben von Gerhard Schricker. 3., neubearbeitete Auflage. Beck, München  2006, ISBN 3-406-53783-9. (4. Auflage. Beck, München 2010, herausgegeben von Ulrich Loewenheim, ISBN 978-3-406-59033-7)

## Festschrift für Dietz
- Peter Ganea u. a. Hrsg.: Urheberrecht gestern – heute – morgen : Festschrift für Adolf Dietz zum 65. Geburtstag. Beck, München  2001, ISBN 3-406-48174-4.